# Miozin laki lanac kinaza
Miozin laki lanac kinaza (EC 2.7.11.18, (miozin-laki-lanac) kinaza, ATP:miozin-laki-lanac O-fosfotransferaza, kinaza kalcium/kalmodulin-zavisnog miozinskog lakog lanaca, MLCK, MLCKaza, miozinska kinaza, kinaza miozinskog lakog lanca, proteinska kinaza miozinskog lakog lanca, kinaza miozinskog lakog-lanca (fosforilacija), kinaza glatko mišičnog miozina lakog-lanca, STK18) je enzim sa sistematskim imenom ATP:(miozin laki lanac) O-fosfotransferaza. Ovaj enzim katalizuje sledeću hemijsku reakciju
ATP + [miozin laki lanac] {\displaystyle \rightleftharpoons } ADP + [miozin laki lanac] fosfat
Za rad ovog enzima je neophodan jon Ca2+ i kalmodulin.

## Literatura
- Nicholas C. Price; Lewis Stevens (1999). Fundamentals of Enzymology: The Cell and Molecular Biology of Catalytic Proteins (Third изд.). USA: Oxford University Press. ISBN 019850229X.
- Eric J. Toone (2006). Advances in Enzymology and Related Areas of Molecular Biology, Protein Evolution (Volume 75 изд.). Wiley-Interscience. ISBN 0471205036.
- Branden C; Tooze J. Introduction to Protein Structure. New York, NY: Garland Publishing. ISBN 0-8153-2305-0.
- Irwin H. Segel. Enzyme Kinetics: Behavior and Analysis of Rapid Equilibrium and Steady-State Enzyme Systems (Book 44 изд.). Wiley Classics Library. ISBN 0471303097.

## Spoljašnje veze
- Myosin-light-chain+kinase на 